# Théodoridas de Syracuse
Théodoridès ou Théodoridas de Syracuse (en grec ancien Θεοδωρίδας / Theodôrídas) est un poète lyrique et épigrammatique, qui est censé avoir vécu à la même époque qu'Euphorion, vers 235 av. J.-C. Car d’une part Euphorion est mentionné dans une épigramme de Théodoridas (Ep. IX) et d’autre part Clément d'Alexandrie cite un vers d’Euphorion, « έν ταῖσ ρος Θεορίδαν ἀντιγραφαῖς », où Schneider suggère la correction « Θεοδωρίδαν ».

## Biographie
Théodoridas de Syracuse figure dans la Couronne de Méléagre. Outre les dix-huit épigrammes qui lui sont attribuées dans l’Anthologie grecque, sur l'authenticité de certaines d'entre elles il y a des doutes, il a écrit un poème lyrique Εỉς Ἔροτα, sur lequel un commentaire a été écrit par Denys de Syracuse, surnommé ὁ Λεπτός, un dithyrambe intitulé Κένταυροι, versets licencieux du genre appelé φλủακες, et de quelques autres poèmes, dont nous avons quelques fragments, mais pas les titres. Le nom est plus d'une fois confondu avec Θεοδωρος et Θεοδώριτος.